# Baesim-wondeul
Baesim-wondeul (배심원들?), noto anche con il titolo internazionale Juror 8, è un film del 2019 scritto e diretto da Hong Seung-wan.

## Trama
Nel 2008 otto cittadini vengono chiamati a far parte di una giuria per deliberare su un caso di omicidio; ognuno vede tuttavia la questione in maniera differente.